# Пирати са Кариба: Проклетство Црног бисера
Пирати са Кариба: Проклетство Црног бисера (енгл. Pirates of the Caribbean: The Curse of the Black Pearl) је амерички фантастично-авантуристички филм из 2003. године, режисера Гора Вербинског. Филм је заснован на истоименој вожњи Дизнијевих тематских паркова и представља прво остварење у филмском серијалу Пирати са Кариба. Главне улоге у филму тумаче Џони Деп, Орландо Блум, Кира Најтли, Џефри Раш, Џек Давенпорт и Џонатан Прајс. Радња прати пирата Џека Спароуа (Деп) и ковача Вила Тарнера (Блум), док покушавају да спасу отету Елизабет Свон (Најтли). Трио се суочава са капетаном Хектором Барбосом (Раш) и посадом Црног бисера, који су погођени натприродним проклетством.
Руководиоци The Walt Disney Studios-а су 2000. године направили груби нацрт филма. Сценарио је развио Џеј Волперт 2001. године, а Стјуарт Бити га је преправио почетком наредне године. Отприлике у то време, продуцент Џери Брукхајмер се укључио у пројекат. Довео је сценаристе Теда Елиота и Терија Росија, који су осмислили премису за филм још 1990-их. Елиот и Росио су додали клетву у сценарио да би ускладили причу филма са вожњом у тематском парку. Вербински је на крају унајмљен као редитељ. Филм је сниман од октобра 2002. до марта 2003. на Сент Винсенту и Гренадинима, као и на сетовима у Лос Анђелесу.
Светска премијера филма је одржана у Дизниленду у Анахајму 28. јуна 2003. године. Насупрот ниским очекивањима, филм је постигао комерцијални успех, зарадивши преко 654 милиона долара широм света, што га је учинило четвртим филмом са највећом зарадом 2003. године. Добио је углавном позитивне рецензије критичара, који су похвалили глуму (нарочито Депову), акционе сцене, сценарио, музику и визуелне ефекте. Деп је освојио награду Удружења филмских глумаца за најбољег глумца у главној улози, а био је номинован за награде Оскар, БАФТА и Златни глобус. Проклетство Црног бисера је такође био номинован за четири друге награде Оскар и БАФТА. Постао је први филм у серијалу, са два директна наставка: Тајна шкриње (2006) и На крају света (2007). Након њих изашла су још два наставка На чуднијим плимама (2011) и Салазарова освета (2017).

## Радња
Почетком 18. века, гувернер Ведерби Свон и његова ћерка Елизабет, плове на Неустрашивом са поручником Норингтоном и његовом посадом. Они међу остацима бродолома проналазе преживелог дечака по имену Вил Тарнер. Елизабет узима златни медаљон са Виловог врата, пре него што угледа брод са црним једрима. Осам година касније у Порт Ројалу на Јамајци, Норингтон је унапређен у комодора. Док се одржава церемонија унапређења, пиратски капетан Џек Спароу стиже у Порт Ројал. Након церемоније, Норингтон запроси Елизабет. Због преуског корсета, она се онесвести и падне у море, због чега медаљон који носи почиње да пулсира. Џек спасава Елизабет пре него што побегне од Норингтона, који га је идентификовао као пирата. Вил се сусреће са Џеком и бори се са њим све док овај не буде ухваћен и затворен.
Те ноћи, Порт Ројал напада пиратска посада Црног бисера, брода који је Елизабет видела годинама раније. Пирати траже медаљон и одводе Елизабет на брод, где она упознаје капетана Барбосу. Он јој објашњава да је медаљон један од 882 златника коришћена за подмићивање Ернана Кортеса да прекине покољ Астека. Због Кортесове похлепе, астечки богови су проклели злато. Барбосина посада пронашла је злато на Острву мртвих, али након што су га потрошили, постали су бесмртни зомбији. Да би скинула клетву, посада мора да врати сво злато уз принос крви. Барбоса намерава да искористи Елизабетину крв за ритуал.
Да би спасио Елизабет, Вил ослобађа Џека из затвора. Њих двојица покушавају да украду Неустрашивог, што наводи Норингтона и његову посаду да их прогоне на Пресретачу. Џек и Вил се затим ушуњају на Пресретач и беже. Они одлазе у Тортугу да пронађу Џошамија Гибса и регрутују посаду. На Острву мртвих, Џек и Вил се шуњају у пећину са благом, где Барбоса не успева да скине клетву Елизабетином крвљу. Вил и Елизабет беже са једним од медаљона на Пресретачу, док Барбоса хвата Џека и закључа га на Црном бисеру. Уследи битка између Црног бисера и Пресретача. Вил схвата да је Барбоси потребна његова крв за обред, и предаје се да би обезбедио Елизабетину слободу. Барбоса затим оставља Џека и Елизабет на пустом острву. Елизабет ствара димни сигнал, који омогућава Краљевској морнарици да их пронађе и спаси. Елизабет тада прихвата Норингтонову понуду за брак под условом да спаси Вила од Барбосе.
Те ноћи, Џек и Норингтон праве план да ухвате пирате у заседи на Острву мртвих. Норингтон, међутим, планира да сам нападне пирате, а Џек убеђује Барбосу да се уздржи од подизања клетве све док не убију Норингтонове људе. Очекујући битку која ће доћи, Џек потајно додирује медаљон како би постао бесмртан. Затим ослобађа Вила и бори се са Барбосом. Док се Норингтонова посада бори са бесмртним пиратима, Елизабет бежи са брода како би ослободила Џекову посаду, која бежи на Црном бисеру, остављајући је да сама спасава Вила и Џека. Након што Елизабет помогне да се поразе неки од Барбосиних пирата, Џек пуца у Барбосу баш када Вил врати последњи медаљон у ковчег са његовом крвљу, што прекида клетву. Сада смртан, Барбоса умире од Џековог метка, а остатак Барбосине посаде је убијен или се предао.
У Порт Ројалу, Вил изјављује своју љубав према Елизабет. Затим спасава Џека, који је требало да буде обешен. После борбе, Џек и Вил су окружени Норингтоновим војницима. Елизабет стаје на њихову страну и изјављује да ће се удати за Вила уместо за Норингтона. Џек пада у море, а затим га спасава Црни бисер, који има нову посаду. Норингтон одлучује да Џеку дозволи „један дан предности” пре него што пође за њим. Гувернер Свон даје свој благослов Вилу и Елизабет, док је Џек постављен за капетана Црног бисера и отпловљава према хоризонту.
У сцени после одјавне шпице, Барбосин мајмун проналази његово тело, подиже један комадић злата из ковчега и поново постаје бесмртан.

## Улоге
| Глумац        | Улога                   |
| ------------- | ----------------------- |
| Џони Деп      | капетан Џек Спароу      |
| Орландо Блум  | Вилијам „Вил” Тарнер    |
| Кира Најтли   | Елизабет Свон           |
| Џефри Раш     | капетан Хектор Барбоса  |
| Џек Давенпорт | комодор Џејмс Норингтон |
| Џонатан Прајс | гувернер Ведерби Свон   |
| Кевин Макнали | Џошами Гибс             |
| Зои Салдана   | Анамарија               |
| Ли Аренберг   | Пинтел                  |
| Макензи Кук   | Рагети                  |
| Дејвид Бејли  | Котон                   |